# Irinyi János Református Oktatási Központ

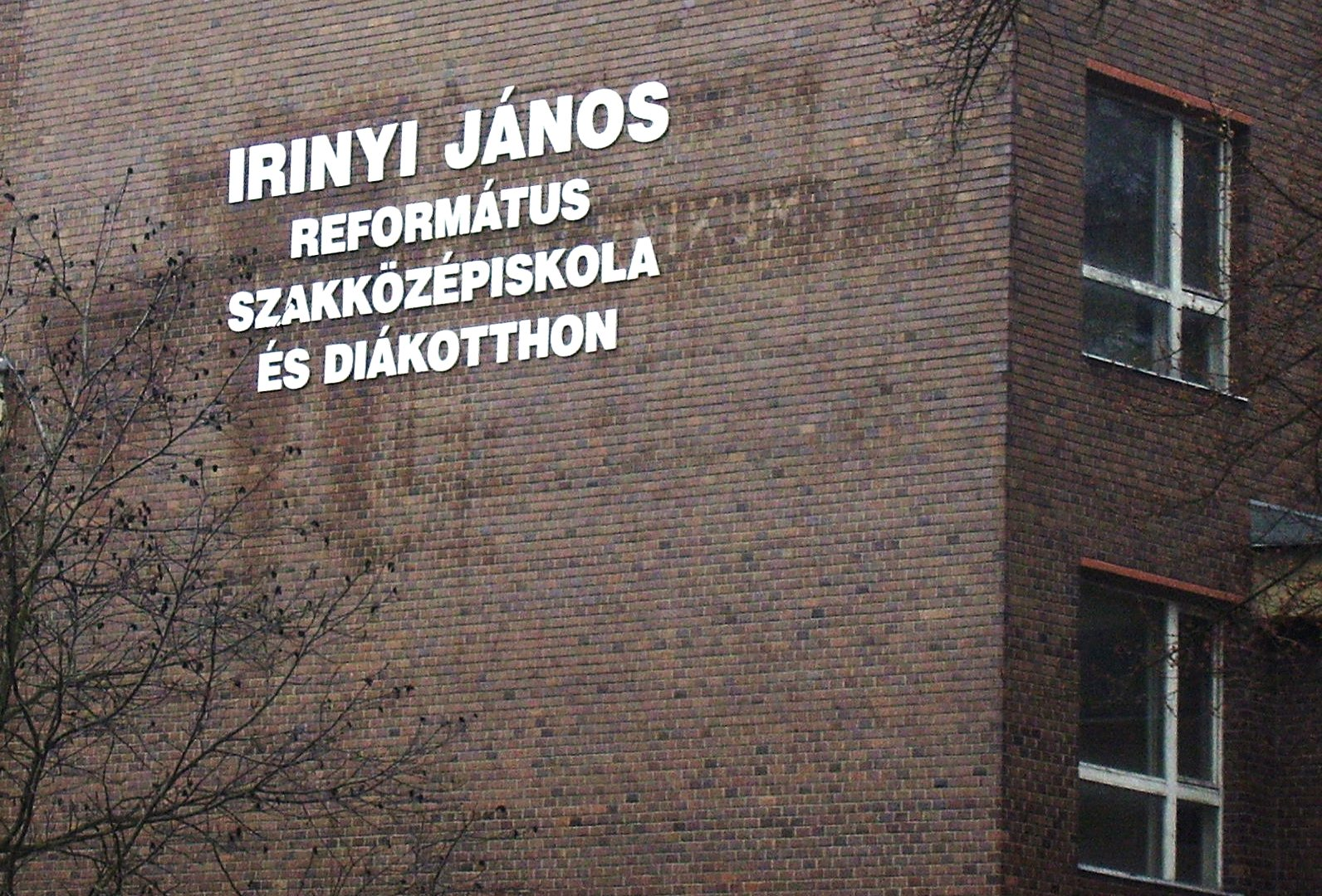
Iskolanév az utcafront felől (2014)

Az Irinyi János Református Oktatási Központ Borsod-Abaúj-Zemplén vármegyében, Kazincbarcikán a Lini István tér 1–2. szám alatt található.

## Az iskola korábbi nevei
- Hatvani Vegyipari Technikum (1950–1956)
- Kazincbarcikai Vegyipari Technikum (1956–)
- Irinyi János Vegyipari Technikum (–1969)
- Irinyi János Vegyipari Szakközépiskola (1969–1991)
- Irinyi János Műszaki Középiskola (1991–1993)
- TÜV RHEINLAND AKADÉMIA HUNGÁRIA – Irinyi János Műszaki Középiskola (1993–1996)
- Irinyi János Középiskola (1996–2003)
- Irinyi János Szakközépiskola (2003–2004)
- Irinyi János Szakközépiskola és Kollégium (2004–2011)
- Borsod-Abaúj-Zemplén Megyei Önkormányzat Surányi Endre Gimnázium, Szakképző Iskola és Kollégium Irinyi János Szakközépiskolai Tagiskolája (2011–2013)
- Irinyi János Református Szakközépiskola és Diákotthon (2013–2016)
- Irinyi János Református Szakgimnázium, Szakközépiskola és Diákotthon (2016–2017)
- Irinyi János Református Oktatási Központ – Óvoda, Általános Iskola, Szakgimnázium, Szakközépiskola és Diákotthon (2017–2019)
- Irinyi János Református Oktatási Központ – Óvoda, Általános Iskola, Technikum, Szakgimnázium és Diákotthon (2020–)

## Története
Az iskola első, alapító igazgatója: Lini István (1911. július 21. – 1988. január 4.) volt, aki ezt a megbízatást 1950-től 1974-ig látta el.
A Vegyipari Technikum 1950 szeptemberében alakult Hatvanban. 
Kazincbarcikára 1956 szeptemberében költözött és ideiglenesen a Borsodi Vegyi Kombinát volt rendészeti laktanyájában folyt a tanítás. Az iskola működésének első szakasza itt az 1956/1957-es iskolai évtől az 1960/1961-es iskolai év befejezéséig tartott.
A második szakasz az 1961/1962-es tanévtől kezdődött, amikor az iskola a belvárosba, a Lenin út 1. szám (ma Egressy Béni út 1.) alá költözött, az új technikumi épületbe. 1961-ben a vegyipari Technikummal közös igazgatásban (1970-ig) Felsőfokú Vegyipari Gépészeti Technikum kezdte meg működését. 1970-ben a Felsőfokú Technikumot a Nehézipari Műszaki Egyetem Főiskolai Karává szervezték át, mely 1989-ig működött.
1968-ra felépült az iskola szomszédságában a diákotthon. 
A harmadik szakasz az 1969/1970-es tanévvel kezdődött, amikor az iskola egy újabb épületbe költözött a Tardonai út 2. szám alá, ahol 2001. június 30-ig  folyt az oktatás (itt jelenleg a Borsod-Abaúj-Zemplén Megyei Önkormányzat Kodály Zoltán Alapfokú Művészetoktatási Intézménye működik). Az új épületben már nem technikumi, hanem szakközépiskolai osztályok indultak. 1969-től kezdődött az általános vegyész mellett a vegyipari gépész-képzés is. Ez a szerkezet az 1984/1985-ös tanévig állt fent.
Az 1987/1988-as tanévben meghirdették a villamos  szakot is: információ és számítástechnikai, valamint ipari elektronikai ágazattal, összesen három induló osztállyal.
Ugyanebben a tanévben indult a víz-és szennyvíztechnológiai szak is, egy induló osztállyal.
Az 1992-es évben két induló osztállyal kezdődött a közgazdászképzés képesített könyvelő ágazaton, a villamos ágazat kiegészül a számítástechnikai programozó szakkal.
2005-től nyelvi előkészítő osztályokat is indítottak a közgazdasági ágazaton.
2011. augusztus 1-jétől – az alapító okirat szerint – az intézmény hivatalos neve Borsod-Abaúj-Zemplén Megyei Önkormányzat Surányi Endre Gimnázium, Szakképző Iskola és Kollégium Irinyi János Szakközépiskolai Tagiskolája lett.
2013. szeptember 1-jétől fenntartóváltás történt, a Tiszáninneni református egyházkerület vette át az intézményt, az iskola új neve: Irinyi János Református Szakközépiskola és Diákotthon.
Az új képzési törvény alapján indították újra a vegyipari képzést 9. osztálytól a 2013/2014-es tanévtől, és a vízügyi képzést szakképző évfolyamon a 2014/2015-ös tanévtől.
2015/2016-os tanév újdonsága a pedagógiai-képzés bevezetése mind a kilencedik, mind pedig a szakképző évfolyamokon.
2016. szeptember 1-jétől az intézmény új neve: Irinyi János Református Szakgimnázium, Szakközépiskola és Diákotthon.

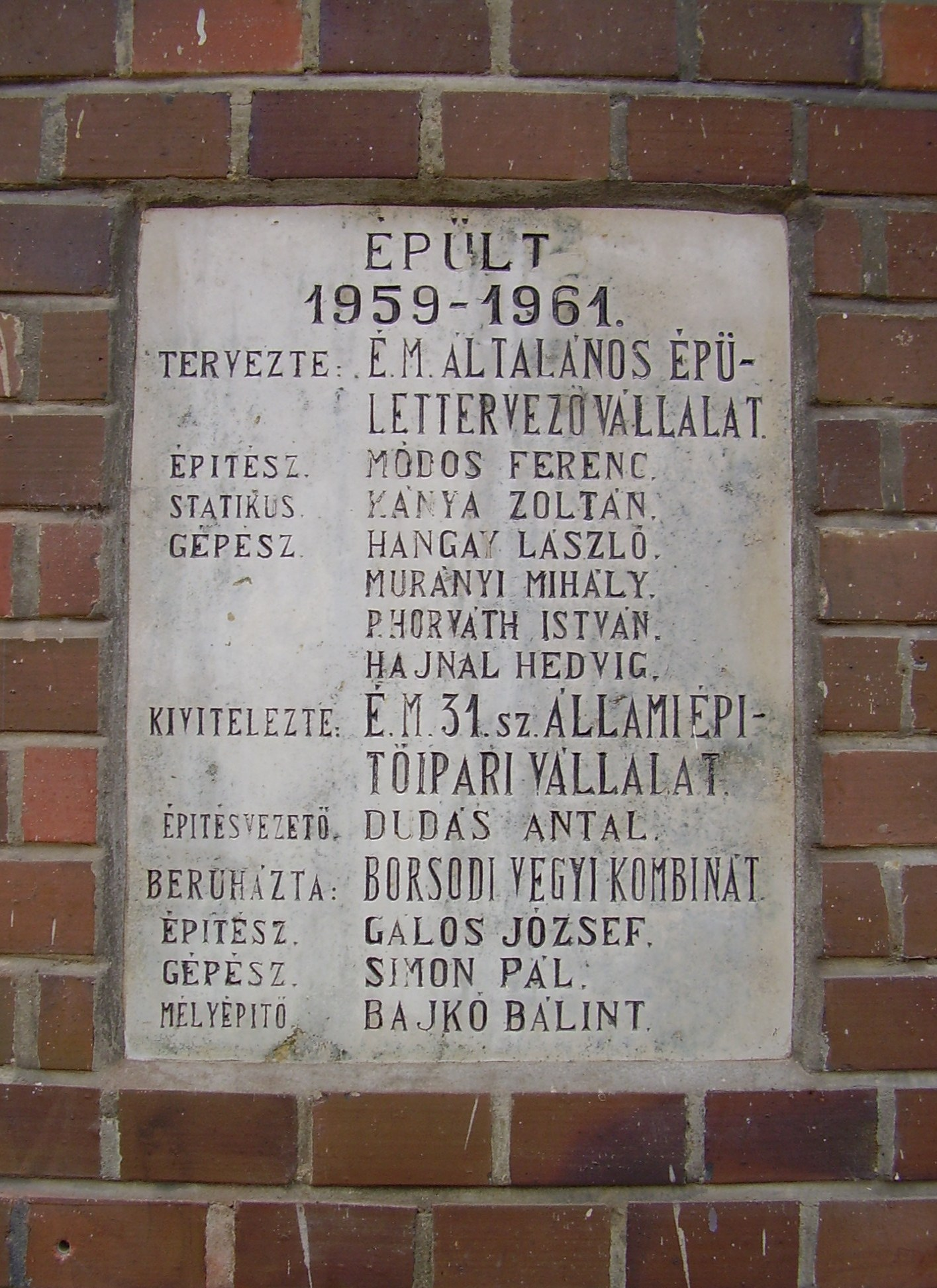
Megemlékezés a főépület tervezőiről, építőiről

2017. szeptember 1-jétől több oktatási intézmény felügyeletének összevonásával oktatási központot hozott létre a Tiszáninneni református egyház – új neve: Irinyi János Református Oktatási Központ – Óvoda, Általános Iskola, Szakgimnázium, Szakközépiskola és Diákotthon.
2020/2021. tanévtől az oktatási intézmény új elnevezése: Irinyi János Református Oktatási Központ – Óvoda, Általános Iskola, Technikum, Szakgimnázium és Diákotthon.
Tagintézményei: Tompa Mihály Református Általános Iskola (Kazincbarcika) és a Tomori Református Óvoda (Tomor).

## Jegyzetek

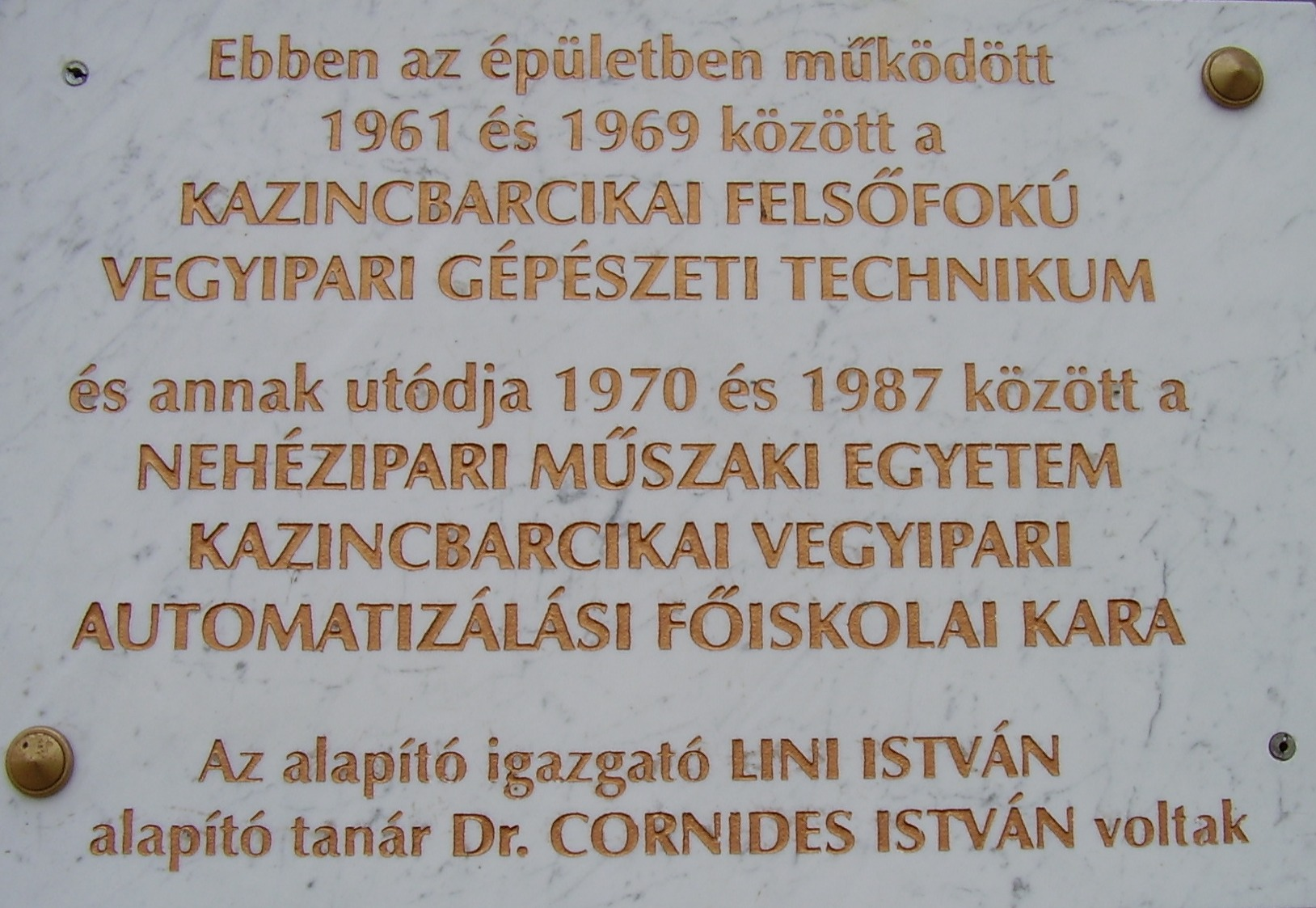
Emléktábla a Felsőfokú Vegyipari Gépészeti Technikumról és a Nehézipari Műszaki Egyetem Főiskolai Karáról

## Az iskola igazgatói
| Név                  | Időszak   |
| -------------------- | --------- |
| Lini István          | 1950–1974 |
| Dr. Király Bálint    | 1974–1995 |
| Kovácsné Hódy Éva    | 1995–1996 |
| Balázs László        | 1996–2006 |
| Untener János        | 2006–2010 |
| Vadasné Joó Katalin  | 2010–2011 |
| Vattay József        | 2011–2013 |
| Pál-Kutas Dénesné    | 2013–2016 |
| Csernaburczky Ferenc | 2016–     |

### Igazgatóhelyettesek
| Név                        | Időszak   | Feladata                     |
| -------------------------- | --------- | ---------------------------- |
| Kakuk József               | 1974–1982 | igazgatóhelyettes            |
| Rádó Gyuláné               | 1981–1985 | igazgatóhelyettes            |
| Szendrei Gyula             | 1986–1987 | igazgatóhelyettes            |
| Szentgyörgyi László        | 1986–1987 | igazgatóhelyettes            |
| Pusztai Pálné              | 1987–1990 | igazgatóhelyettes            |
| Vajda Gyula                | 1987–1992 | igazgatóhelyettes            |
| Balázs László              | 1990–1992 | igazgatóhelyettes            |
| Kovácsné Hódy Éva          | 1974–1982 | igazgatóhelyettes            |
| Kovácsné Hódy Éva          | 1990–1998 | igazgatóhelyettes            |
| Untener János              | 1999–2006 | igazgatóhelyettes            |
| Kovács László              | 2007–2009 | igazgatóhelyettes            |
| Holopcevné Hocza Zsuzsanna | 2008–2010 | igazgatóhelyettes            |
| Bárdos Dorkó Ágnes         | 1999–2010 | igazgatóhelyettes            |
| Karajz Miklós              | 1997–2011 | igazgatóhelyettes            |
| Tóthné Ablonci Diána       | 2010–2011 | igazgatóhelyettes            |
| Győri Ágnes                | 2011–2013 | tagintézményvezető-helyettes |
| Győri Ágnes                | 2013–2025 | általános igazgatóhelyettes  |
| Gérus Béla                 | 2013–     | szakmai igazgatóhelyettes    |
| Harsányiné Kovács Marianna | 2013–     | nevelési igazgatóhelyettes   |
| Mucsicska Judit            | 2025–     | általános igazgatóhelyettes  |

## A 2025/2026-os tanévben induló osztályok

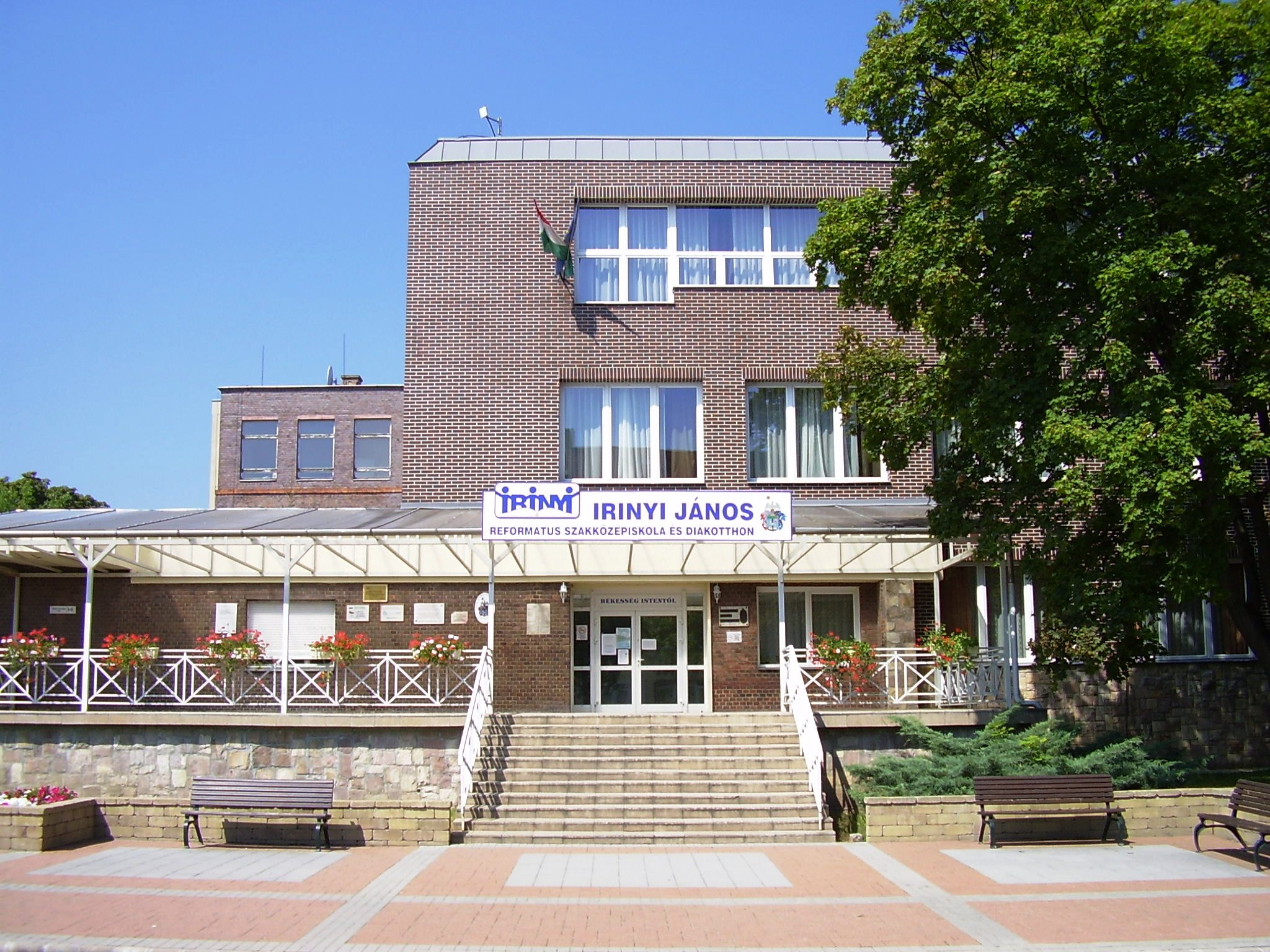
Az intézmény főbejárata 2016-ban

| Ágazat                         | Kód  | Évfolyam | Osztályok | Osztály jele | Kimenet                                                   | Osztályfőnök           |
| ------------------------------ | ---- | -------- | --------- | ------------ | --------------------------------------------------------- | ---------------------- |
| Gazdálkodás és menedzsment     | 0001 | 5        | 1         | 9. A         | Pénzügyi-számviteli ügyintéző                             | Csodóné Klómer Edina   |
| Elektronika és elektrotechnika | 0002 | 5        | 1         | 9. B         | Ipari informatikai technikus vagy elektronikai technikus  | Nagyné Máté Erika      |
| Informatika és távközlés       | 0003 | 5        | 1         | 9. C         | Informatikai rendszer- és alkalmazás-üzemeltető technikus | Dányi-Mezei Boglárka   |
| Sport                          | 0004 | 5        | 1         | 9. D         | Sportedző, sportszervező vagy fitness-wellness instruktor | Asszony Béla Krisztián |
| Vegyipar                       | 0005 | 5        | 1         | 9. E         | Vegyész technikus                                         | Berentés Mária         |
| Oktatás                        | 0006 | 5        | 1         | 9. F         | Oktatási asszisztens                                      | Szabó-Salagvárdi Anita |

## Osztályok (2024-2025)
| Ágazat                         | Osztály | Osztályfőnök               |
| ------------------------------ | ------- | -------------------------- |
| Gazdálkodás és menedzsment     | 9. A    | Krappai Barbara            |
| Gazdálkodás és menedzsment     | 10. A   | Mucsicska Judit            |
| Gazdálkodás és menedzsment     | 11. A   | Kalocsai Éva               |
| Gazdálkodás és menedzsment     | 12. A   | Kerekes Anita              |
| Gazdálkodás és menedzsment     | 13. A   | Bábás Gabriella            |
| Elektronika és elektrotechnika | 9. B    | Tomolyáné Bak Judit        |
| Elektronika és elektrotechnika | 10. B   | Nyesőné Anga Judit         |
| Elektronika és elektrotechnika | 11. B   | Pere Csaba                 |
| Elektronika és elektrotechnika | 12. B   | Dobainé Sebő Anita         |
| Elektronika és elektrotechnika | 13. B   | Nagyné Máté Erika          |
| Informatika és távközlés       | 9. C    | Gáldi Imre Zoltán          |
| Informatika és távközlés       | 10. C   | Molnár Gábor               |
| Informatika és távközlés       | 11. C   | Bakó Judit                 |
| Informatika és távközlés       | 12. C   | Jabelkó Gabriella          |
| Informatika és távközlés       | 13. C   | Borsodi Csaba              |
| Sport                          | 9. B    | Tomolyáné Bak Judit        |
| Sport                          | 10. D   | Seres Ottó                 |
| Sport/vegyipar                 | 11. D   | Forgonyné Viszlai Margit   |
| Gazdálkodás és menedzsment     | 12. D   | Lőrinczné Rási Enikő       |
| Vegyipar                       | 9. E    | Molnár Beáta               |
| Vegyipar                       | 10. E   | Asszonyné Galambos Anett   |
| Vegyipar                       | 11. E   | Kopcsik Erika              |
| Vegyipar                       | 12. E   | Berzeviczi Beáta           |
| Vegyipar                       | 13. E   | Bodó Mária                 |
| Vegyész technikus              | 13. Ve  | Farkasné Szabó Julianna    |
| Vegyész technikus              | 14. Ve  | Kasza Géza                 |
| Oktatás                        | 9. F    | Kovácsné Horváth Krisztina |
| Oktatás                        | 10. F   | Roskóné Szilágyi Ágnes     |
| Pedagógia                      | 11. F   | Vitányi Tímea              |
| Pedagógia                      | 12. F   | Lukácsné Járdánházi Emese  |
| Pedagógia                      | 13. F   | Szabó-Salagvárdi Anita     |